# داء السلائل القولوني الورمي الغدي
داء البوليبات الغدي ( ايه بي سي) المعروف أيضًا باسم «المحذوف في داء البوليبات اثنين ونصف ( دى بي اثنان ونصف )» هو بروتين يتم ترميزه في البشر بواسطة جين ايه بي سي.بروتين ايه بي سي، وهو منظم سلبي يتحكم في تركيزات بيتا كاتينين ويتفاعل مع إي - كاديرين، الذي يشارك في التصاق الخلية . قد تؤدي الطفرات في جين أيه بي سي إلى الإصابة بسرطان القولون والمستقيم.
يتم تصنيف أيه بي سي على أنه جين مثبط للورم. تمنع الجينات الكابتة للورم النمو غير المنضبط للخلايا الذي قد ينتج عنه أورام سرطانية. يلعب البروتين الذي يصنعه جين أيه بي سي دورًا مهمًا في العديد من العمليات الخلوية التي تحدد ما إذا كانت الخلية قد تتطور إلى ورم. يساعد بروتين أيه بي سي في التحكم في عدد المرات التي تنقسم فيها الخلية، وكيفية ارتباطها بالخلايا الأخرى داخل الأنسجة، وكيفية استقطاب الخلية، وتشكيل الهياكل ثلاثية الأبعاد،أو ما إذا كانت الخلية تتحرك داخل النسيج ،أو بعيدًا عنه. يساعد هذا البروتين أيضًا في ضمان صحة عدد الكروموسومات في الخلايا التي ۡتنتج من خلال انقسام الخلية. ينجز بروتين أيه بي سي هذه المهام بشكل أساسي من خلال الارتباط ببروتينات أخرى، خاصة تلك التي تشارك في ربط الخلايا وإشاراتها. يتم التحكم في نشاط بروتين واحد على وجه الخصوص، بيتا كاتينين، بواسطة بروتين أيه بي سي (انظر: مسار إشارات دوبل يو ان تي ). يمنع تنظيم بيتا كاتينين تشغيل الجينات التي تحفز انقسام الخلايا في كثير من الأحيان ويمنع نمو الخلايا الزائد.
يقع جين أيه بي سي البشري على الذراع الطويلة (كيو) للكروموسوم 5 في النطاق q22.2 (5q22.2). ثبت أن جين أيه بي سي يحتوي على موقع دخول الريبوسوم الداخلي. أيه بي سي تقويم العظامكما تم تحديدها في جميع الثدييات عنها بيانات الجينوم كاملة المتاحة.

## البنية
يتكون البروتين البشري كامل الطول من 2843 من الأحماض الأمينية بكتلة جزيئية (متوقعة) تبلغ 311646 دا. تم توضيح العديد من مجالات (ان - محطة) هيكليًا في هياكل معقدة ذرية عالية الدقة فريدة من نوعها. من المتوقع أن يكون معظم البروتين مضطربًا جوهريًا. من غير المعروف ما إذا كانت هذه المنطقة الكبيرة غير المهيكلة المتوقعة من الأحماض الأمينية 800 إلى 2843 لا تزال موجودة في الجسم الحي أم أنها ستشكل مجمعات مستقرة - ربما مع بروتينات تفاعلية غير معروفة حتى الآن.في الآونة الأخيرة، تم التأكيد تجريبيًا على أن منطقة مجموعة الطفرات حول مركز أيه بي سي مضطربة جوهريًا في المختبر.

## الدور في السرطان
الطفرة الأكثر شيوعًا في سرطان القولون هي تعطيل أيه بي سي. في غياب الطفرات المعطلة لـ أيه بي سي، عادةً ما تحمل سرطانات القولون طفرات نشطة في بيتا كاتينين أو طفرات معطلة في ار ان اف 43.يمكن أن تكون الطفرات في أيه بي سي موروثة، أو تنشأ بشكل متقطع في الخلايا الجسدية، غالبًا نتيجة طفرات في جينات أخرى تؤدي إلى عدم القدرة على إصلاح الطفرات في الحمض النووي. لكي يتطور السرطان، يجب أن يتم تحور كلا الأليلين (نسخ من جين أيه بي سي). يجب أن تتبع الطفرات في أيه بي سي، أو كاتينين بيتاه بطفرات أخرى لتصبح سرطانية؛ ومع ذلك، في ناقلات الطفرات المعطلة لـ أيه بي سي، فإن خطر الإصابة بسرطان القولون والمستقيم في سن الأربعين يبلغ 100٪ تقريبًا.
داء السلائل الورمي الغدي العائلي (أف إيه بي) ناتج عن طفرة وراثية معطلة في جين أيه بي سي. أكثر من 800 طفرة  في جين أيه بي سي تم التعرف عليه في العائلات المصابة بالأنواع الكلاسيكية والمضعفة من داء البوليبات الغدي العائلي. تسبب معظم هذه الطفرات إنتاج بروتين أيه بي سي قصير بشكل غير طبيعي ويفترض أنه لا يعمل. لا يمكن لهذا البروتين القصير أن يمنع النمو الخلوي المفرط الذي يؤدي إلى تكوين الأورام الحميدة، والتي يمكن أن تصبح سرطانية. الطفرة الأكثر شيوعًا في داء البوليبات الغدي العائلي هي حذف خمس قواعد في جين أيه بي سي. تغير هذه الطفرة تسلسل الأحماض الأمينية في بروتين أيه بي سي الناتج بدءًا من الموضع 1309.
طفرة أخرى يحملها ما يقرب من 6 في المئة من الناس من أصل أشكنازي (شرق ووسط أوروبا) اليهودي. ينتج عن هذه الطفرة استبدال الأحماض الأمينية ليسين بالإيزولوسين في الموضع 1307 في بروتين أيه بي سي (مكتوب أيضًا باسم I1307K أو Ile1307Lys) كان يُعتقد في البداية أن هذا التغيير غير ضار ، ولكن ثبت مؤخرًا أنه مرتبط بزيادة خطر الإصابة بسرطان القولون بنسبة 10 إلى 20 بالمائة.

## تنظيم الانتشار
عادة ما يبني بروتين أيه بي سي (داء البوليبات الغدي القولوني) «مركب تدمير» معالجليكوجين سينثيز كيناز 3-ألفا،أو بيتا ( GSK-3α / β ) و أكسين عبر التفاعلات مع 20 AA و SAMP.هذا المركب قادر بعد ذلك على ربط الكاتينينات في السيتوبلازم، التي انفصلت عن الاتصالات الملتصقة بين الخلايا. بمساعدة الكازين كيناز1( CK1 )، الذي يقوم بإجراء الفسفرة الأولية لـ كاتينين - بيتا، فإن جي أس كيه-ثلاثه بيتا قادر على الفسفرة كاتينين - بيتا مرة ثانية. هذا يستهدف كاتينين - بيتا من أجل الانتشار والتحلل بواسطة البروتيازومات الخلوية. هذا يمنعه من الانتقال إلى النواة، حيث يعمل كعامل نسخ لجينات التكاثر.يُعتقد أيضًا أن أيه بي سي تستهدف الأنابيب الدقيقة عبر مجال ربط بي دى ذد ، مما يؤدي إلى استقرارها.يمكن أن يحدث إلغاء تنشيط بروتين أيه بي سي بعد بدء تفاعلات متسلسلة معينة في السيتوبلازم، على سبيل المثال من خلال إشارات دبل يو أن تى التي تدمر تشكيل المعقد. في النواة يتجمع مع تسعه بي سي أل،و تي سي أف، وبي واي جي او. 
تم اعتبار قدرة أيه بي سي على ربط كاتينين - بيتا بشكل كلاسيكي جزءًا لا يتجزأ من الوظيفة الميكانيكية للبروتين في مجمع التدمير ، إلى جانب الارتباط بـ أكسين من خلال تكرار أس إيه أم بي.تم إثبات هذه النماذج من خلال الملاحظات التي تفيد بأن فقدان أيه بي سي الشائع للطفرات الوظيفية في منطقة مجموعة الطفرات غالبًا ما يزيل عدة مواقع ربط كاتينين - بيتا وتكرارات أس إيه أم بي. ومع ذلك ، فقد اختبرت الأدلة الحديثة من يمولا وزملاؤه هذه النماذج مباشرة وتشير إلى أن الوظائف الميكانيكية الأساسية لـ أيه بي سي قد لا تتطلب ارتباطًا مباشرًا بـ كاتينين - بيتا، ولكنها تتطلب تفاعلات مع أكسين. افترض الباحثون أن موقع ربط الكاتينين المتعدد في أيه بي سي يزيد من كفاءة البروتين في تدمير بيتا-كاتينين، ومع ذلك فهي ليست ضرورية تمامًا للوظيفة الميكانيكية للبروتين. من الواضح أن المزيد من البحث ضروري لتوضيح الوظيفة الميكانيكية الدقيقة لـ أيه بي سي في مجمع التدمير.

## الطفرات

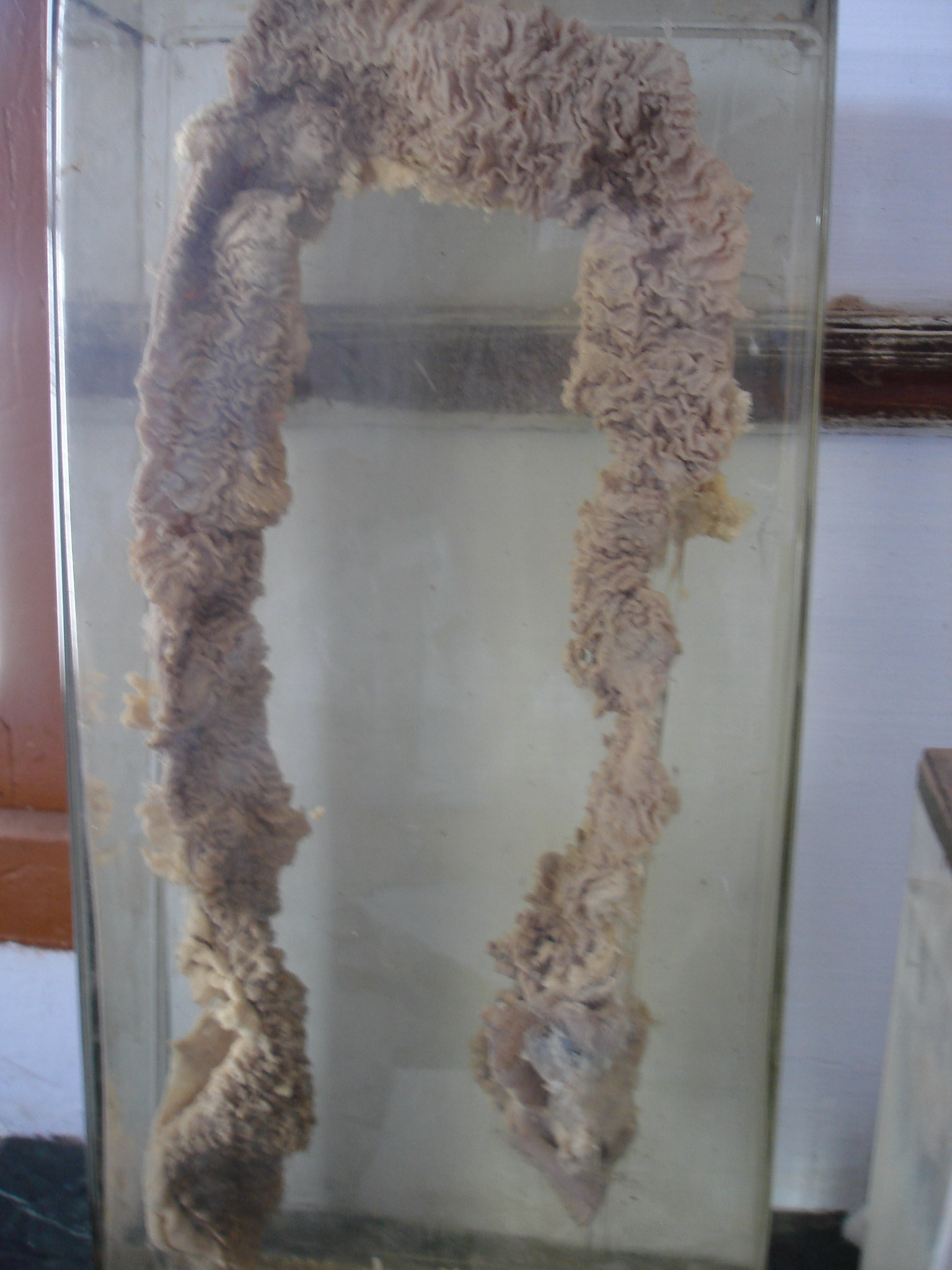
داء البوليبات الغدي العائلي في الأمعاء

غالبًا ما تحدث الطفرات في أيه بي سي مبكرًا في السرطانات مثل سرطان القولون.  المرضى الذين يعانون من داء البوليبات الغدي العائلي (أف أيه بي) لديهم طفرات في السلالة الجرثومية ، مع 95 ٪ من الطفرات غير المنطقية. تغير الإطارات التي تؤدي إلى أكواد التوقف المبكرة. 33٪ من الطفرات تحدث بين الأحماض الأمينية 1061-1309. في الطفرات الجسدية ، يحدث أكثر من 60٪ داخل منطقة الكتلة الطفرية (1286-1513) ، مما يتسبب في فقدان مواقع ربط المحاور في جميع التكرارات 20AA باستثناء 1. تؤدي الطفرات في أيه بي سيإلى فقدان تنظيم كاتينين - بيتا، وتغيير هجرة الخلايا وعدم استقرار الكروموسوم.

## الدور العصبي
روزنبرغ وآخرون. وجد أن أيه بي سييوجه تجميع المشابك الكوليني بين الخلايا العصبية، وهو اكتشاف له آثار على الاعتلالات العصبية اللاإرادية، ومرض الزهايمر، وفقدان السمع المرتبط بالعمر، وبعض أشكال الصرع وأيضا الفصام.(29)

## التفاعلات

نظرة عامة على مسارات تحويل الإشارة المشاركة في موت الخلايا المبرمج.

ثبت أن أيه بي سي (الجين) يتفاعل مع:

## الروابط الخارجية
- إدخال GeneReviews / NCBI / NIH / UW في ظروف داء البوليبات المرتبطة بـ APC
- إدخالات OMIM في شروط داء البوليبات المرتبطة بـ APC
- Adenomatous+Polyposis+Coli+Protein في المكتبة الوطنية الأمريكية للطب نظام فهرسة المواضيع الطبية (MeSH).

- جينيكارد
- قاعدة بيانات تتعلق بتقارير تمت مراجعتها من قبل الزملاء حول التغيرات الحرجة للسرطان في العديد من الجينات بما في ذلك (APC (بروتين)) ، (TP53) ، (Beta-catenin | β-catenin)
- تفاصيل أكثر عن APC على موقع متصفح جينوم جامعة كاليفورنيا سانتا كروز [الإنجليزية].